# Esquerra Unida i Alternativa
Esquerra Unida i Alternativa (EUiA) és una formació política d'esquerres, anticapitalista, ecologista i feminista i d'àmbit català. Actualment, està formada com a moviment polític i social, sent Comunistes de Catalunya la principal organització que la conforma, i està co-coordinada per Mercedes Vidal Lago i Hector Sánchez Mira.
EUiA ES va formar l'any 1998 per persones procedents en bona part d'Iniciativa per Catalunya Verds (ICV), agrupats a l'entorn de Partit Socialista Unificat de Catalunya Viu, i pel Partit dels Comunistes de Catalunya, a més d'algunes organitzacions menors com el Partit Obrer Revolucionari, la secció catalana del PASOC, els Col·lectius Llibertaris i el Col·lectiu per una Esquerra Alternativa. Inicialment, EUiA va ser liderada per Antoni Lucchetti. Va ser el referent català d'Izquierda Unida des de la seva fundació fins a 2019.
El partit no va obtenir representació a les eleccions al Parlament de Catalunya ni al Parlament Europeu de 1999, tampoc a les eleccions generals de l'any 2000 -a les quals es va presentar en coalició amb Els Verds-CEC-, però si als comicis municipals de 1999, on va aconseguir 35 regidors. El 2003, feren coalició amb Iniciativa per Catalunya Verds (ICV-EUiA), i van contribuir a l'èxit electoral de la coalició, que va passar de 3 a 9 diputats, i prop del doble de suport popular. El llavors coordinador general d'EUiA, Jordi Miralles, fou elegit diputat al Parlament de Catalunya. A les eleccions de 2006 i dins de la coalició amb ICV, EUiA va obtenir 2 diputats al Parlament de Catalunya, Jordi Miralles i Mercè Civit, i un senador, Joan Josep Nuet. A les eleccions municipals de 2007, va obtenir una alcaldia (Martorelles) i 70 regidors i regidores.
A la VI Assemblea Nacional d'EUiA, celebrada l'any 2012, es va escollir a Joan Josep Nuet com a coordinador general. A les eleccions al Parlament de Catalunya de 2012, la coalició ICV-EUiA va obtenir 13 diputats, tres dels quals d'EUiA: Joan Mena, Lorena Vicioso i David Companyon, tots ells per la circumscripció de Barcelona. El 2015 van entrar a formar part de la coalició Catalunya Sí que es Pot, a la que també es va afegir ICV, Podem i Equo. En referència al Referèndum d'Autodeterminació de Catalunya, el Consell Nacional d'EUiA es va mostrar partidari de cridar a la participació.
A les eleccions generals de 2015, EUiA participà de la coalició En Comú Podem, obtenint dos diputats. L'any 2017 es va incorporar, com també ho va fer ICV, a Catalunya en Comú i a la coalició Catalunya en Comú Podem, amb la qual va ser elegit diputat al Parlament Joan Josep Nuet.
L'any 2018 Nuet quedà apartat de la direcció de Catalunya i poc després la direcció nacional va decidir desvincular-se dels Comuns, després de considerar que ja no era una alternativa sobiranista i aprovà presentar-se al Congrés dels Diputats amb la coalició Esquerra Republicana de Catalunya - Sobiranistes.
Aquest procés va significar la ruptura tant d'aquesta formació com amb Esquerra Unida federal, fet que va suposar que l'octubre del 2020, Alberto Garzón, coordinador general d'IU donés suport a la creació d'Esquerra Unida de Catalunya com a referent d'IU a Catalunya
Després que Nuet abandonés la coordinació general d’EUiA l’any 2019, Hector Sánchez Mira i Mercedes Vidal Lago varen assumir el lideratge de l’organització com a co-coordinadors generals. En el marc de la vuitena assemblea nacional d'EUiA es va escollir de nou a Hector Sánchez i Mercedes Vidal com a co-coordinadors generals de l'organització i es va fer un emplaçament a totes les esquerres sobiranistes per construir un front ampli contra la sociovergència. En l'acte de clausura hi varen participar Oriol Junqueras d'Esquerra Republicana de Catalunya i Dolors Sabater de Guanyem Catalunya.
A les eleccions municipals de 2023, EUiA es presentà en diferents municipis amb Esquerra Republicana de Catalunya i altres actors de l'esquerra sobiranista com és el cas de Guanyem Badalona. En les eleccions generals de juliol de 2023, EUiA es presentà novament en coalició amb Esquerra Republicana de Catalunya. si bé exclusivament sota el nom d'ERC

## Resultats electorals

### Eleccions al Parlament
| Any  | Vots          | %             | Escons  | +/- | Notes                               |
| ---- | ------------- | ------------- | ------- | --- | ----------------------------------- |
| 1999 | Dins EUiA     | Dins EUiA     | 0 / 135 | 1   |                                     |
| 2003 | Dins ICV-EUiA | Dins ICV-EUiA | 1 / 135 | 1   | Jordi Miralles                      |
| 2006 | Dins ICV-EUiA | Dins ICV-EUiA | 2 / 135 | 1   | Jordi Miralles, Mercè Civit i Illa. |
| 2010 | Dins ICV-EUiA | Dins ICV-EUiA | 2 / 135 | =   | Jordi Miralles, Mercè Civit i Illa. |
| 2012 | Dins ICV-EUiA | Dins ICV-EUiA | 1 / 135 | 1   | Joan Mena i Arca                    |
| 2015 | Dins CSQP     | Dins CSQP     | 1 / 135 | =   | Joan Josep Nuet                     |
| 2017 | Dins ECP      | Dins ECP      | 1 / 135 | =   | Joan Josep Nuet                     |
| 2021 | Dins ECP      | Dins ECP      | 0 / 135 | 1   |                                     |
| 2024 | Dins ERC      | Dins ERC      | 0 / 135 | =   |                                     |

### Eleccions Generals
| Corts Generals |               |               |           |           |           |                |           |           |                     |
| Any            | Catalunya     | Catalunya     | Catalunya | Catalunya | Catalunya | Catalunya      | Catalunya | Catalunya | Catalunya           |
| Any            | Congrés       | Congrés       | Congrés   | Congrés   | Congrés   | Congrés        | Senat     | Senat     | Senat               |
| Any            | Vots          | %             | #         | Escons    | +/–       | Notes          | Escons    | +/–       | Notes               |
| 2000           | Dins EUiA     | Dins EUiA     | 6è        | 0 / 47    | =         |                | 0 / 47    | =         |                     |
| 2004           | Dins ICV-EUiA | Dins ICV-EUiA | 5è        | 0 / 47    | =         | De 2 diputats. | 0 / 16    | =         | D'un senador (ECP)  |
| 2008           | Dins ICV-EUiA | Dins ICV-EUiA | 5è        | 0 / 47    | =         | D'un diputat.  | 0 / 16    | =         | D'un senador (ECP)  |
| 2011           | Dins ICV-EUiA | Dins ICV-EUiA | 4t        | 1 / 47    | 1         | De 3 diputats  | 0 / 16    | =         | D'un senador (EPC)  |
| 2015           | Dins EC       | Dins EC       | 1r        | 1 / 47    | =         | De 12 diputats | 1 / 16    | 1         | De quatre senadors. |
| 2016           | Dins EC       | Dins EC       | 1r        | 1 / 47    | =         | De 12 diputats | 1 / 16    | =         | De quatre senadors. |
| 2019 (I)       | Dins ERC-S    | Dins ERC-S    | 1r        | 2 / 47    | =         | De 15 diputats | 0 / 16    | 1         | D'onze senadors     |
| 2019 (II)      | Dins ERC-S    | Dins ERC-S    | 4t        | 1 / 47    | =         | De 13 diputats | 0 / 16    | =         | D'onze senadors     |
| 2023           | Dins ERC      | Dins ERC      | 3r        | 0 / 47    | 1         | De 7 diputats  | 0 / 16    | =         | De tres senadors.   |

### Eleccions municipals
| Any  | Vots                 | %                    | Escons      | Notes                           |
| ---- | -------------------- | -------------------- | ----------- | ------------------------------- |
| 1999 | 57.698               | 2,02                 | 35 / 8.500  |                                 |
| 2003 | Dins ICV-EUiA        | Dins ICV-EUiA        | 397 / 8.690 | Regidors totals de la coalició. |
| 2007 | Dins ICV-EUiA        | Dins ICV-EUiA        | 451 / 8.690 | Regidors totals de la coalició. |
| 2011 | Dins ICV-EUiA        | Dins ICV-EUiA        | 400 / 8.690 | Regidors totals de la coalició. |
| 2015 | Dins l'ENTESA        | Dins l'ENTESA        | 370 / 9.077 | Regidors totals de la coalició. |
| 2019 | Dins En Comú Guanyem | Dins En Comú Guanyem | 258 / 9.077 | Regidors totals de la coalició. |
| 2023 | Dins ERC i d'altres. | Dins ERC i d'altres. | 4 / 9.147   |                                 |

### Eleccions europees
| Any  | Candidatura                       | Vots (Cat)   | % (Cat)      | Escons       | +/-          | Notes            |
| ---- | --------------------------------- | ------------ | ------------ | ------------ | ------------ | ---------------- |
| 1999 | En solitari.                      | 58.977       | 2,08         | 0 / 64       | =            |                  |
| 2004 | Dins ICV-EUiA en Esquerra Unida   | 151.871      | 7,21         | 0 / 54       | =            | D'un eurodiputat |
| 2009 | Dins ICV-EUiA a L'Esquerra        | 119.755      | 6,26         | 0 / 54       | =            | D'un eurodiputat |
| 2014 | Dins ICV-EUiA a L'Esquerra Plural | 259.152      | 10,49        | 0 / 54       | =            | D'un eurodiputat |
| 2019 | Sense dades.                      | Sense dades. | Sense dades. | Sense dades. | Sense dades. | Sense dades.     |
| 2024 | Dins Ara Repúbliques.             | 733.401      | 21,52        | 0 / 61       | =            | D'un eurodiputat |